# Tuntaina
La tuntaina es un instrumento musical de percusión idiofono.

## Historia
Se conoce su presencia en las fiestas populares navideñas en Castilla, a mediados del siglo XV.
La tuntaina está formada por un trozo largo de madera con botones metálicos que van asegurados con alambre o puntilla al madero. Los botones se aseguran en grupos de cuatro o cinco, y van bastante sueltos, de manera que al golpear el madero con la mano, o contra otro objeto, los botones metálicos chocan entre sí, y producen el sonido. Puede considerarse un precursor de la pandereta, pero no dispone como ésta de una caja de resonancia. También es muy cercano a la sonaja o sonajero. La tuntaina es un instrumento idiofono que para producir el sonido vibra todo su cuerpo.